# Koude Beek
De Koude Beek ontspringt in de gemeente Hove nabij het Kasteel Rattennest aan de Oudstrijdersstraat en stroomt vervolgens oostwaarts richting het driegemeentenpunt Hove-Mortsel-Boechout bij het kasteel Fruithof.
Vanaf hier stroomt ze noordwaarts en vormt ze de gemeentegrens tussen Boechout en Mortsel tot aan het driegemeentenpunt Mortsel-Boechout-Borsbeek, waarna ze via Fort 3 door het centrum van Borsbeek stroomt. Hier voegt de Fortloop zich bij de Koude Beek en even verderop komt ook de Diepenbeek haar loop vervoegen. Vervolgens stroomt de Koude Beek verder noordwaarts in de richting van de gemeentegrens met Deurne en geeft ze deze vorm. Vanaf het driegemeentenpunt Borsbeek-Deurne-Wommelgem aan de Herentalsebaan vormt ze eveneens de grens tussen deze laatste twee genoemde gemeenten.
Ten slotte watert de Koudebeek op de grens van Deurne en Wommelgem af aan het park Groot Schijn bij Immerseel in het Groot Schijn. De totale oppervlakte van het stroomgebied bedraagt 1325 hectare.